# София Римская
Эта статья посвящена римской мученице IV в., почитаемой в Германии. Для информации о римской мученице II в., почитаемой в России, обратитесь к статье Вера, Надежда, Любовь и их мать София.
Святая София Римская (ум. ок. 304) — христианская мученица. Согласно традиции, она была молодой девушкой, пострадавшей за веру во время правления Диоклетиана.
С VIII в. мощи хранятся в Германии (Эльзас, совр. территория Франции), где её называют kalte Sophie («холодная») и она является защитницей от простуды. День празднования Sophientag — 15 мая. В Швеции входит в число т.н. «Ледяных святых», в чьи дни бывает особенно низкая температура.

## Мощи Святой Софии и её дочерей
Согласно немецким источникам, первоначально была похоронена на кладбище Гордиана и Эпимаха. Папа Сергий II переместил её останки в церковь Сан-Мартино-аи-Монти.
Фрагменты мощей святой, полученные епископом Ремигием от папы Адриана I, были перенесены из Рима в бенедиктинское аббатство, основанное епископом Страсбургским Ремигием около 770 года на острове Эшо. Владыка Ремигий «торжественно принес мощи на своих плечах из Рима и положил их в монастырской церкви, посвящённой святому Трофиму». (Завещание Ремигия, 15 марта 778 год). Святая София стала покровительницей монастыря в Эшау, который в её честь называется аббатством Святой Софии.
С 1143 года София упоминается уже с дочерьми — Верой, Надеждой и Любовью, то есть французские и вслед за ними православные источники указывают, что в Эшо находятся мощи другой святой Софии Римской, скончавшейся на два века раньше.
Вплоть до Великой французской революции данные мощи хранились в Эльзасе, в храме города Эшо, в 15 км к югу от Страсбурга. Мощи  мучениц привлекали к себе множество паломников, так что в 1143 году игумения Кунегунда решила устроить на старинном «римском пути», ведущем в разросшуюся вокруг аббатства деревню Эшау, «гостиницу для паломников, со всех сторон приходящих».
В 1792 году, спустя три года после французской Революции, монастырские здания были проданы с аукциона за 10100 ливров. В монастыре был устроен трактир с винным погребом. Куда исчезли мощи, осталось неизвестным. В 1822 году трактир был разрушен вместе с другими бывшими монастырскими помещениями.
После того как в 1898 году остатки монастырской церкви святого Трофима были объявлены «историческим памятником», начинается её постепенное восстановление.
3 апреля 1938 года католический епископ Шарль Руш привёз в Эшо из Рима две новых частицы мощей святой Софии. Одну из них положили в саркофаге из песчаника, а другую — в небольшом реликварии, помещенном в раке с другими святынями.